# Сухов, Павел Станиславович
Павел Станиславович Сухов (26 августа 1968, Орехово-Зуево, СССР — 27 мая 2004, Орехово-Зуевский район, Московская область, Россия) — советский и российский футболист, полузащитник.

## Биография
Воспитанник школы «Знамя Труда» из подмосковного города Орехово-Зуево. Также выступал за молодёжную команду «Трудовые резервы». В 1986 году дебютировал за «Знамя Труда» во второй лиге. После службы в армии 1989 году вернулся в родной клуб, за который играл на протяжении 15 лет, за исключением 2000 года, когда выступал за «Космос» из Электросталь. В 1992 и 1998 году выходил в первый дивизион, однако клуб ни разу не сумел там закрепиться более чем на один сезон. В 2003 году клуб лишился профессионального статуса, однако Сухов остался в клубе, где был капитаном.

### Гибель
27 мая 2004 года на 82-м километре Горьковского шоссе близ деревни Ожерелки автобус «ПАЗ», перевозивший футболистов команды «Знамя Труда», врезался в контейнеровоз, который подрезал автомобиль «ВАЗ-2109». Погибло 5 работников клуба (генеральный директор Дмитрий Смирнов, главный тренер Вадим Хныкин, начальник команды Борис Пашков, водитель автобуса Александр Мамонтов, и ветеран клуба, финалист Кубка СССР 1962 года Василий Чавкин) и 4 футболиста (Павел Сухов, Александр Тынянов, Роман Бусурин, Владимир Тутиков). 29 мая 2004 года состоялись похороны.